# Emoia kitcheneri
Emoia kitcheneri es una especie de escincomorfos de la familia Scincidae.

## Distribución geográfica
Es endémica de Sumba (Indonesia).